# Лібія-зубодзьоб жовтоока
Лібія-зубодзьоб жовтоока (Tricholaema lacrymosa) — вид дятлоподібних птахів родини лібійних (Lybiidae).

## Поширення
Вид поширений в Східній Африці. Трапляється в Бурунді, ДР Конго, Кенії, Руанді, Південному Судані, Танзанії, Уганді та Замбії. Середовище проживання — вологі ліси та чагарники вздовж річок та садів.

## Спосіб життя
Трапляється поодинці або парами. Їжу шукає на корі дерев та вздовж гілок кущів. Раціон складається з плодів та комах. Сезон розмноження триває з серпня по квітень. У кладці 2-4 білих яйця.